# Вилла-Эстенсе
Вилла-Эстенсе (итал. Villa Estense) — коммуна в Италии, располагается в провинции Падуя области Венеция.
Население составляет 2423 человека, плотность населения составляет 151 чел./км². Занимает площадь 16 км². Почтовый индекс — 35040. Телефонный код — 0429.
Покровителями коммуны почитаются святой апостол Андрей Первозванный, празднование 30 ноября, и святая Колумба из Санса.